# Protoschrankia murakii
Protoschrankia murakii är en fjärilsart som beskrevs av Shigero Sugi 1979. Protoschrankia murakii ingår i släktet Protoschrankia och familjen nattflyn. Inga underarter finns listade i Catalogue of Life.